# グロース＝ビーベラウ
グロース＝ビーベラウ (ドイツ語: Groß-Bieberau, ドイツ語発音: [groːsˈbiːbəra‿u]) は、ドイツ連邦共和国ヘッセン州ダルムシュタット＝ディーブルク郡に属す市。オーデンヴァルトの北端に位置する。
グロース＝ビーベラウは、787年に初めて文献上に記録されている。グロース＝ビーベラウは1312年に都市権を獲得した。中世には周囲の森を包むヴィルトバンネス・ドライアイヒに含まれる30戸のヴィルトフーフェ（農民に分け与えられた林業用地）からなっていた。

## 地理

### 隣接する市町村と郡
グロース＝ビーベラウは、北はラインハイム、東はブレンスバッハ（オーデンヴァルト郡）、南はフィッシュバッハタール、西はモーダウタールおよびオーバー＝ラムシュタットと境を接する。

### 市の構成
グロース＝ビーベラウは、グロース＝ビーベラウ区の他、以下の市区からなる。
- ヒッペルスバッハ区
- ローダウ区

## 行政

### 議会
グロース＝ビーベラウの市議会は23人の議員からなる。

### 友好都市
- Montmeyran（フランス、ドローム県）1972年
- La Baume-Cornillane（フランス、ドローム県）
- Bělá pod Bezdězem（チェコ、中央ボヘミア州）
- オグロジェニェツ(Ogrodzieniec)（ポーランド、シロンスク県）
- スカルリーノ (イタリア、トスカーナ州)
- ミルシュタット(Millstadt)（アメリカ合衆国、イリノイ州）
- Schleusegrund (ドイツ、テューリンゲン州)

## 教育
- アルベルト・アインシュタイン・シューレ (AES) 総合学校
- ハスロッホベルクシューレ（基礎課程学校）

AESにはシェルターがある。かつては1000床の病院であった。

## 交通
かつてのゲルシュプレンツタール鉄道（ラインハイム - ライヒェルスハイム）は廃止されたが、ラインハイムとグロース＝ビーベラウの間には現在も貨物列車が運行されている。それ以降、バス路線693系統がオーデンヴァルト鉄道（フランクフルト・アム・マイン - ダルムシュタット - エーバーバッハ）とを結んでいる。この他に以下のバス路線がある。
- K55系統: ダルムシュタット - ロスドルフ - ラインハイム - ニーデルンハウゼン
- K57系統: ラインハイム - ニーデルンハウゼン - ノインキルヒェン - ブランダウ - ガーデルンハイム
- K58系統: グロース＝ビーベラウ - アスバッハ - エルンストホーフェン
- K85系統: （高速バス）ダルムシュタット - ラインハイム - グロース＝ビーベラウ - ニーデルンハウゼン

## 引用
1. ↑  Hessisches Statistisches Landesamt: Bevölkerung in Hessen am 31.12.2023 (Landkreise, kreisfreie Städte und Gemeinden, Einwohnerzahlen auf Grundlage des Zensus 2011)]
2. ↑  Max Mangold, ed (2005). Duden, Aussprachewörterbuch (6 ed.). Dudenverl. p. 377. ISBN 978-3-411-04066-7